# Wnioskowanie entymematyczne
Wnioskowanie entymematyczne, także entymemat lub entymem (z gr. ἐν θυμῶ – w umyśle) – takie wnioskowanie dedukcyjne, w którym została przemilczana któraś z przesłanek. We wnioskowaniu, w którym pominięto jakąś konieczną przesłankę, wniosek nie wynika logicznie z koniunkcji przesłanek przyjętych –  mówi się wtedy jednak o wynikaniu entymematycznym. Sama pominięta przesłanka nazywa się przesłanką entymematyczną.
Wnioskowania entymematyczne obejmuje bardzo wiele wnioskowań rzeczywiście przeprowadzanych, w tym nawet wiele wnioskowań przeprowadzanych w matematyce. Przesłanki pomija się najczęściej ze względu na ich oczywistość i związaną z tym oszczędność środków. Zdarza się jednak często, że wnioskujący nie uświadamia sobie aktualnie pominiętych przesłanek. Zarazem pominięte przesłanki mogą być zdaniami fałszywymi i przyjętymi bezpodstawnie. Dlatego też wnioskowania entymematyczne są szczególnie częstym źródłem błędów materialnych, a ujawnianie przesłanek entymematycznych ważnym sposobem wykrywania błędów logicznych w ogóle.

## Entymematy w retoryce i sylogistyce
Pojęcie "entymematu" pochodzi od Arystotelesa i występuje w klasycznej retoryce, a także sylogistyce. Arystoteles pisze w Retoryce:

Retoryczny dowód jest entymematem, który – można powiedzieć – stanowi najwyższą formę uwierzytelniania. Skoro entymem jest rodzajem sylogizmu, a każdy sylogizm jest przedmiotem rozważań dialektyki czy jako całej, czy jakiejś jej części, to jasne, że ten, kto doskonale potrafi poznać przesłanki i działanie sylogizmu, będzie również uzdolniony do posługiwania się entymemem, pod warunkiem, że rozumie, do jakich przedmiotów stosuje się entym i czym się różni od sylogizmu logicznego. Odkrywanie prawdy i prawdopodobieństwa jest przecież wyrazem tych samych uzdolnień. [Ar. Rh. I, 1; 1355 a]

Arystoteles opisuje w Retoryce entymematy łącznie z topiką, gdyż jako przemilczenie przesłanek powszechnie znanych i oczywistych, entymemat odwołuje się do wiedzy obiegowej, i jako taki jest czymś zbliżonym do toposu. Nie jest wprawdzie tożsamy z toposem, ale jest narzędziem, dzięki któremu tworząc myślowe skróty na mocy opinio communis można generować toposy.
Na gruncie wyłożonej w Topikach klasyfikacji sylogizmów entymemat nie jest ani sylogizmem właściwym, ani sylogizmem dialektycznym, ani sylogizmem erystycznym – może natomiast wystąpić jako część lub całość każdego z tych sylogizmów. 
Entymemat nie jest w retoryce dowodem rzetelnym. Jerzy Ziomek porównuje entymemat do exemplum pisząc, że ma on się tak do dedukcji, jak exemplum do indukcji. Może być silnym argumentem, gdyż ma zaletę zwięzłości, ponadto chwiejne prawdopodobieństwo cechuje się często dużą siłą perswazyjną.